# Кормич Володимир Вікторович
Володимир Вікторович Кормич — матрос підрозділу Військово-Морських Сил Збройних Сил України, учасник російсько-української війни, який загинув у ході російського вторгнення в Україну.

## Життєпис
Народився 2 березня 2003 року в с. Баловному Миколаївської області.
На час російського вторгнення в Україну проходив військову службу на посаді водія десантно-штурмового відділення десантно-штурмового взводу десантно-штурмової роти батальйону морської піхоти миколаївської 36-ї бригади морської піхоти.
Загинув 16 березня 2022 року в боях з російськими окупантами під час оборони м. Маріуполя.

## Нагороди
- орден «За мужність» III ступеня (2022, посмертно) — за особисту мужність і самовіддані дії, виявлені у захисті державного суверенітету та територіальної цілісності України, вірність військовій присязі.